# موراج
موراج (بالعبرية: מוֹרַג‏) هي موشاف ومستوطنة إسرائيلية سابقة في غوش قطيف، تقع في الطرف الجنوبي الغربي من قطاع غزة، تم إخلاؤها خلال خطة فك الارتباط الإسرائيلية عام 2005.

## التاريخ
موراج، كانت مستوطنة واقعة في أقصى جنوب غوش قطيف، تم تأسيسها لأول مرة في 29 مايو 1972، باعتبارها موقعًا عسكريًا رائدًا غير ديني فيناحال، وتم نزع سلاحها عندما تم تحويلها للأغراض السكنية في عام 1982. أصبحت فيما بعد تعاونية زراعية دينية، يكسب سكانها رزقهم من زراعة الزهور والخضروات في الدفيئات.[بحاجة لمصدر] في وقت الإخلاء، كان هناك حوالي أربعين عائلة تضم حوالي 200 شخص.[بحاجة لمصدر]

## فك الارتباط من جانب واحد
تم إجلاء 16 عائلة من موراج في 17 أغسطس/آب 2005، على يد الجيش الإسرائيلي والشرطة الإسرائيلية، وكان آخرون قد غادروا في وقت سابق بعد أوامر الحكومة.

## الخطط الفلسطينية
وعلى أنقاض القرية السابقة تم الإعلان عن منطقة عربية تسمى مدينة الشيخ خليفة. سمي الموقع باسم رئيس دولة الإمارات العربية المتحدة خليفة بن زايد آل نهيان بسبب تمويله للمشروع.